# Гуревич Любов Яківна
Любо́в Я́ківна Гуре́вич (20 жовтня [1 листопада] 1866, Санкт-Петербург — 17 жовтня 1940, Москва) — російська письменниця, театральна і літературний критик, перекладачка, феміністка, громадська діячка.

## Біографія
Дочка Якова Григоровича Гуревича, директора петербурзького приватного навчального закладу «Гімназія і реальне училище Гуревича». Сестра письменника Якова Яковича Гуревича і професора медицини Григорія Яковича Гуревича-Ільїна, педагога та літераторки Анни Яківни Гуревич, племінниця перекладачки Катерини Іванівни Ільїної (в шлюбі Жуковська, псевдонім Д. Торохов, 1841—1913) і публіциста Юлія Галактіоновича Жуковського (1822—1907). Тітка літературознавця І. Л. Андронікова. Двоюрідна сестра і кореспондентка філософа І. О. Ільїна і письменниці Наталії Юліївни Жуковської-Лисенко (1874—1940).
Закінчила гімназію княгині О. О. Оболенської (1884) та історико-філологічне відділення Вищих жіночих (Бестужевських) курсів (1888).
Дебютувала у пресі в 1887 році. У тому ж році познайомилася з М. М. Мінським, Д. С. Мережковським, А. Волинським.
У 1891 році стала редакторкою і видавчинею журналу «Северный вестник». Залучила до участі в журналі М. С. Лєскова, Л. М. Толстого, А. П. Чехова, Максима Горького, В. В. Стасова, Мережковського, Мінського, Гіппіус, пізніше — Федора Сологуба, К. Д. Бальмонта. Журнал через фінансові та цензурні ускладнення був закритий в 1898 році.

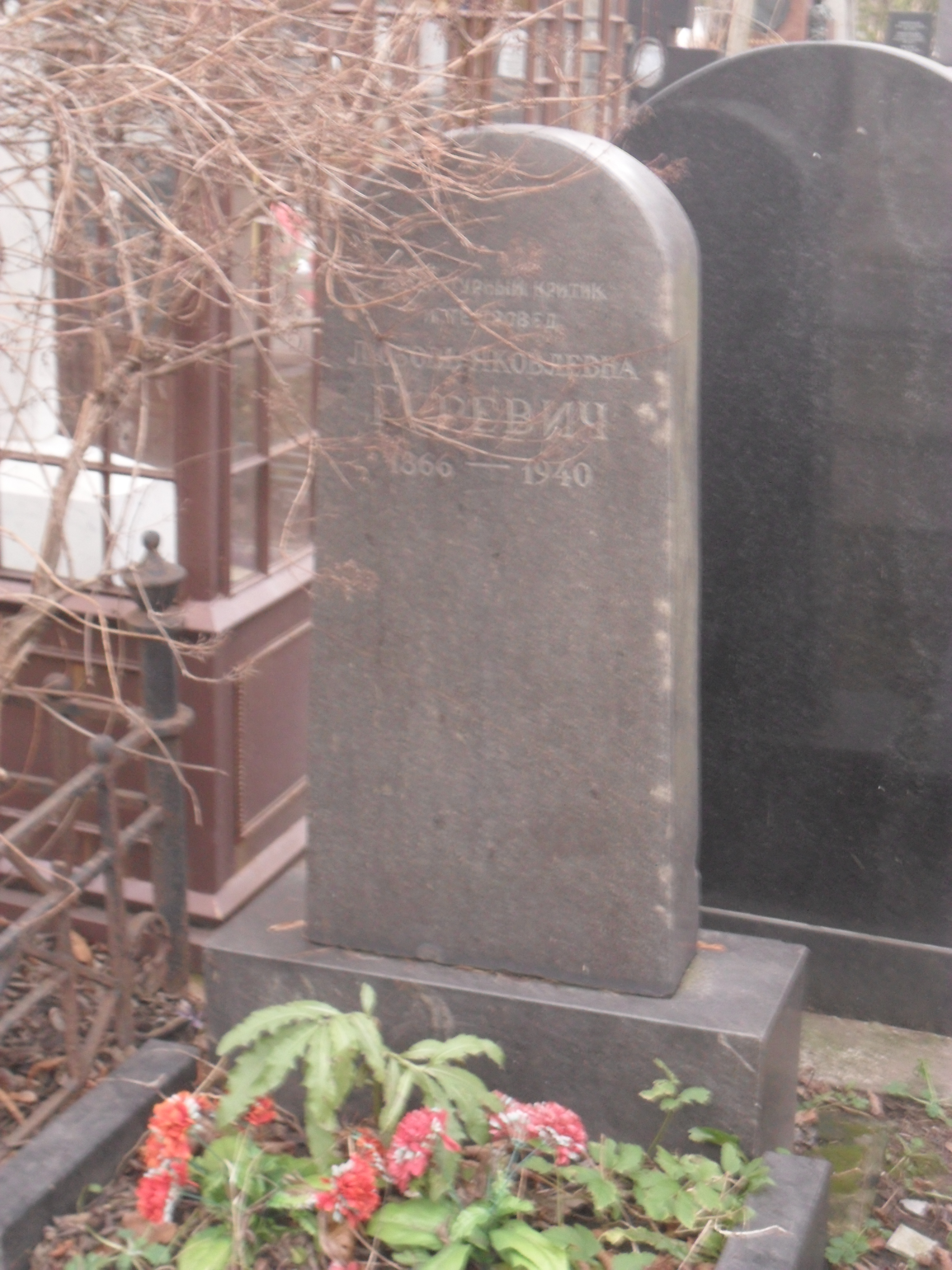
Могила Л. Я. Гуревич на Новодівичому кладовищі Москви.

Після 1905 року стала активною феміністкою. Брала участь у боротьбі за жіночу рівноправність, була однією з активісток «Всеросійського союзу рівноправності жінок». Брала участь у діяльності ліберального "Союзу визволення" і в діяльності «Зібрання російських фабрично-заводських робітників м. Санкт-Петербурга». Делегатка Першого Всеросійського жіночого з'їзду (1908).
9 січня 1905 року стала свідком подій "Кривавої неділі" у Петербурзі. На підставі своїх вражень і опитувань інших свідків склала бюлетень з описом трагічних подій, який нелегально поширювався в Росії разом із текстом Робочої петиції та відозвами Георгія Гапона. Згодом на підставі понад 300 письмових свідчень написала нарис «Народний рух в Петербурзі 9-го січня 1905 року», який став класичним описом подій цього історичного дня.
Співпрацювала в багатьох періодичних виданнях. Після 1917 року співпрацювала в театральних установах Петрограда, потім Москви, куди переїхала в 1920 році.
Померла в Москві 17 жовтня 1940 року. Похована на Новодівичому кладовищі.

## Творчість
Дебютувала у пресі статтями про М. К. Башкирцеву у газеті «Новости и Биржевая газета»1887) і в журналі «Русское богатство» (1888). У журналі «Северный вестник» друкувала свої розповіді («Шурочка», 1893, № 2; «Доручення», 1893, № 10; «Дивна історія», 1894, № 11; «Туга», 1897, № 10) і роман («Плоскогір'я», 1896—1897), а також бібліографічні огляди та огляди провінційної преси (під псевдонімом Л. Горєв).
Друкувалася в щомісячному журналі «Союз женщин».
Борги, що залишилися після закриття журналу «Северный вестник», змусили займатися перекладами. Друкувалася в таких журналах і газетах як: «Жизнь» (статті, розповіді), «Русская мысль» (із 1913 року — завідувачка літературного відділу), «Мир Божий», «Освобождение», «Наша жизнь», «Слово», «Речь» (в 1911—1916 роках — постійна рецензентка вистав і завідувачка театрального відділу; псевдоніми: Ельгур, Ель-Гур), «Русские ведомости», «Русская молва».
Із середини 1900-х років займалася переважно театральною критикою. Дружила з К. С. Станіславським, про якого написала книгу «К. С. Станіславський» (1929).

## Твори
- Плоскогорье (роман). — СПб. : тип. М. Меркушева, 1897. — 171 с.
- «Седок» и другие рассказы. — СПб. : Изд. М. В. Пирожкова, 1904.
- Возрождение театра (по поводу спектаклей Московского художественного театра) // Образование. — СПб., 1904. — № 4. — Отд. III. — С. 75—96.
- Почему нужно дать женщинам все права и свободу. — СПб. : Верный путь, 1906.; Почему нужно дать женщинам такие же права, как мужчинам. — Пг., 1917.
- Народное движение в Петербурге 9-го января 1905 г. // Былое. — СПб., 1906. — № 1 (4 липня). — С. 195—223.
- Народное движение в Петербурге 9-го января 1905 г. — Берлин: Изд. Гуго Штейнца, [1906]. — 88 с. — (Собрание лучших русских произведений; ч. 126).
- 9-е января: По данным анкетной комиссии. — СПб. : Изд. О. Н. Поповой, 1906.
- Автобиография // Первые литературные шаги. Автобиографии современных писателей : сборник под ред. Ф. Ф. Фидлера. — М., 1911. — 4 липня.
- Литература и эстетика. Критические опыты и этюды. — М. : Изд. «Русской мысли», 1912.
- История «Северного Вестника» // Русская литература XX века : сборник под ред. С. А. Венгерова. — М., 1914. — Т. 1 (4 липня).
- Обзор деятельности городских попечительств о бедных за первый год войны 1914—1915 / Сост. Л. Я. Гуревич. — Петроград: Сов. по призрению семей лиц, призв. на войну, 1915. — 107 с., 1 л. табл.: табл., диагр.
- Вопрос о равноправии женщин в Первой Государственной думе: Из стеногр. отчётов о заседаниях Гос. думы. — Пг., 1917.
- Девятое января. — Харьков : Пролетарий, 1926. — 90 с.
- Творчество актера: О природе художественных переживаний актера на сцене: Опыт разрешения векового спора. — М. : ГАХН, 1927. — 62 с.; М.: ГИТИС, 2002; М.: Либроком, 2011.
- К. С. Станиславский. — М. : Теакинопечать, 1929. — 32 с.
- История русского театрального быта. — М.; Л. : Искусство, 1939. — Т. 1. — 304 с.; М.: Либроком, 2011.
- [Воспоминания] // О Станиславском: Сборник воспоминаний: 1863—1938 / [сост., ред. Л. Я. Гуревич; пересмотр. и доп. Н. Д. Волковым; коммент. Е. Н. Семяновской]. — М.: ВТО, 1948. — VII, [1], 658, [1] с., [47] л. ил.

### Переклад
- Переписка Бенедикта де Спинозы: С портр. и факс. Спинозы: С прил. жизнеописания Спинозы И. Колеруса / Пер. с латин. Л. Я. Гуревич под ред. и с примеч. А. Л. Волынского. — Санкт-Петербург: тип. М. М. Стасюлевича, 1891. — VIII, XIII, [3], 432, [1] с.
- Стендаль Ф. Проповедник = (La chartreuse de Parme): Роман: В 2 ч. / Пер. Л. Я. Гуревич. — Санкт-Петербург: А. С. Суворин, 1905. — [4], 288, [2], 320 с.
- Ренан Э. Марк Аврелий и конец античного мира / Пер. с фр. Л. Я. Гуревич. — Санкт-Петербург: тип. М. Меркушева, 1906. — [2], II, 468 с.
- Гауптман Г. Ткачи: Драма / Пер. с нем. Л. Я. Гуревич. — Москва: Труд и книга, 1925 (Л.: типо-лит. «Красный печатник»). — 132 с.
- Филипп, Шарль Луи. Собрание сочинений. Т. 3: Мари Донадье] / Пер. с фр. Л. Я. Гуревич. — Ленинград: Время, 1935. — 263 с.